# Portia albimana
Portia albimana là một loài nhện trong họ Salticidae.
Loài này thuộc chi Portia. Portia albimana được Eugène Simon miêu tả năm 1900.